# Charles-Gletscher
Der Charles-Gletscher (norwegisch Charlesbreen) ist ein kleiner und steiler Gletscher im ostantarktischen Königin-Maud-Land. Im Borg-Massiv liegt er am Südhang der Borga.
Norwegische Kartografen kartierten den Gletscher anhand geodätischer Vermessungen und Luftaufnahmen der Norwegisch-Britisch-Schwedischen Antarktisexpedition (1949–1952). Namensgeber ist der britische Glaziologe und Expeditionsteilnehmer Charles Winthrop Molesworth Swithinbank (1926–2014).